# Lijst van rijksmonumenten in Firdgum
De plaats Firdgum (Furdgum) telt 8 inschrijvingen in het rijksmonumentenregister. Hieronder een overzicht. 
| Object                                 | Oorspronkelijke functie? | Bouwjaar                                           | Architect            | Locatie                                                    | Coördinaten?                  | Nr.?  | Afbeelding        |
| -------------------------------------- | ------------------------ | -------------------------------------------------- | -------------------- | ---------------------------------------------------------- | ----------------------------- | ----- | ----------------- |
| Camstra State (boerderij)              | Boerderij                | bevat 16e-eeuwse delen van de voorm. Camstra State |                      | Camstrawei 1                                               | 53° 14' 51" NB, 5° 33' 37" OL | 8631  | Meer afbeeldingen |
| Kerktoren van Firdgum Toren op kerkhof | Kerk en kerkonderdeel    | 13e eeuw 1922 (rest.) 1986 (rest.)                 | G.J. Veenstra (1922) | Camstrawei 7                                               | 53° 14' 55" NB, 5° 33' 34" OL | 8632  | Meer afbeeldingen |
| Terp                                   | Archeologisch monument   | vroege middeleeuwen                                |                      | bij Camstrawei 7                                           | 53° 14' 54" NB, 5° 33' 35" OL | 46210 | Upload foto       |
| Terp                                   | Archeologisch monument   | vroege middeleeuwen                                |                      | bij de zuidoostelijke hoek van de Camstrawei en de Herewei | 53° 14' 57" NB, 5° 33' 41" OL | 45229 | Upload foto       |
| Terp                                   | Archeologisch monument   | vroege middeleeuwen                                |                      | zuidelijk van de Herewei ten westen van het dorp           | 53° 14' 50" NB, 5° 33' 19" OL | 45230 | Upload foto       |
| Terp                                   | Archeologisch monument   | vroege middeleeuwen                                |                      | zuidelijk van de Herewei ten westen van terp 45230         | 53° 14' 48" NB, 5° 33' 7" OL  | 45231 | Upload foto       |
| Terp                                   | Archeologisch monument   | vroege middeleeuwen                                |                      | noordelijk van de Herewei ten westen van terp 45231        | 53° 14' 49" NB, 5° 32' 58" OL | 45232 | Upload foto       |
| Terp                                   | Archeologisch monument   | vroege middeleeuwen                                |                      | bij Camstrawei 10                                          | 53° 14' 56" NB, 5° 33' 45" OL | 45243 | Upload foto       |